# 舍夫琴卡 (博爾茲納區)
51°11′18″N 32°14′25″E / 51.18833°N 32.24028°E
舍夫琴卡（烏克蘭語：Шевченка），是烏克蘭北部的村莊，隸屬切爾尼希夫州的尼任區。該村面積10平方公里，海拔高度134米，2006年人口170，人口密度每平方公里17人。